# Macrozamia macdonnellii
Macrozamia macdonnellii är en kärlväxtart som först beskrevs av Ferdinand von Mueller och Friedrich Anton Wilhelm Miquel, och fick sitt nu gällande namn av Alphonse Pyrame de Candolle. Arten ingår i släktet Macrozamia och familjen Zamiaceae. IUCN kategoriserar arten globalt som livskraftig. Inga underarter finns listade i Catalogue of Life.

## Bildgalleri

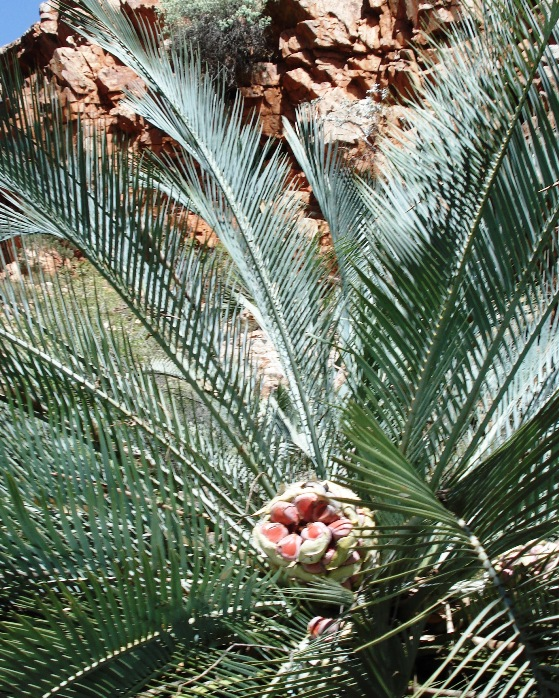